# Nothocercus nigrocapillus
O inhambu-de-capuz ou inambu-de-capuz (Nothocercus nigrocapillus) é uma espécie de ave da família dos Tinamidae. É encontrada em florestas úmidas na Bolívia e Peru.